# Caso inessivo
Caso inessivo é um dos casos gramaticais locativos. Contém aproximadamente o mesmo significado da preposição "em": indica o local em que ocorre uma ação, geralmente indicando um local interno.
Em finlandês, o caso inessivo é formado pelo sufixo "-ssa/-ssä" (de acordo com a harmonia vocálica). Por exemplo, talo significa "casa", e talossa significa "na casa".
Em húngaro, usa-se o sufixo "-ban/ben". Repetindo o exemplo em finlandês, temos ház → "casa", házban → "na casa".